# Woestijnslaapmuis (Selevinia betpakdalaensis)
De woestijnslaapmuis (Selevinia betpakdalaensis)  is een zoogdier uit de familie van de slaapmuizen (Gliridae). De wetenschappelijke naam van de soort werd voor het eerst geldig gepubliceerd door Belosludov & Bazhanov in 1939.

## Voorkomen
De soort komt voor in Kazachstan.